# Christopher Eccleston
Christopher Eccleston (ur. 16 lutego 1964 w Salford) – brytyjski aktor teatralny, filmowy i telewizyjny. Odtwórca roli dziewiątego Doktora w brytyjskim serialu science-fiction pt. Doktor Who, za którą odebrał nagrodę National Television.

## Życiorys
Urodził się w Salford jako najmłodszy z trzech synów Elsie i Ronniego Ecclestonów. Dorastał w rodzinie robotniczej we wsi Little Hulton, na terenie hrabstwa Wielki Manchester, ze starszymi o 8 lat braćmi bliźniakami - Alanem i Keithem. W wieku szesnastu lat pracował fizycznie w magazynie. W szkole średniej Joseph Eastham’s High School w Little Hulton był piłkarzem klubu Salford County. Uczęszczał do klasy dramatycznej w Salford Technical College w Salford. Mając dziewiętnaście lat podjął studia w Central School of Speech and Drama w Londynie.
Jego debiutem scenicznym była niewielka rola Pablo Gonzalesa w sztuce Tennessee Williamsa Tramwaj zwany pożądaniem na scenie Bristol Old Vic w Bristol (1988). Występował również w Royal National Theatre w Lambeth i Royal Cour Theatre w takich spektaklach jak Bent Martina Shermana i Abingdon Square. Po udziale w telefilmie BBC Krwawe prawa (Blood Rights, 1990), serialu BBC Casualty (1990) z Benem Chaplinem, serialu Chancer (1991) u boku Clive’a Owena, trafił po raz pierwszy na kinowy ekran w kontrowersyjnym dramacie Dawaj!/Surowe Prawo (Let Him Have It, 1991) jako Derek Bentley, który wdaje się w towarzystwo drobnych przestępców na czele z nastoletnim liderem rozmiłowanym w amerykańskich filmach gangsterskich. W serialu Michaela Winterbottoma HBO Łamacz (Cracker, 1993–1994) wystąpił jako DCI David Bilborough.
W czarnej komedii Danny’ego Boyle’a Płytki grób (Shallow Grave, 1994) z Ewanem McGregorem zagrał zamkniętego w sobie i niezdecydowanego księgowego, najbardziej kruchego uczestnika makabry. Kreacja Nicky’ego Hutchinsona w miniserialu BBC Nasi przyjaciele w Północy (Our Friends in the North, 1996) z udziałem Daniela Craiga, Malcolma McDowella i Daniela Caseya przyniosła mu nagrodę Broadcasting Press Guild i nominację do nagrody BAFTA. Znalazł się w obsadzie dwóch filmów Michaela Winterbottoma – adaptacji książki Thomasa Hardyego Więzy miłości (Jude, 1996) w roli biednego kamieniarza zmuszonego poślubić córkę bogatego farmera (Kate Winslet), za którą był nominowany do Nagrody Satelity dla najlepszego aktora w filmie dramatycznym, oraz melodramacie Z tobą lub bez ciebie (With or Without You, 1999) jako małżonek uprawiający miłość z żoną wyłącznie w celu prokreacyjnym.
W 2000 powrócił na londyńską scenę w spektaklu Augusta Strindberga Panna Julia (Miss Julie). Za rolę Joego Broughtona w telewizyjnym dramacie BBC Ciało i krew (Flesh and Blood, 2002) został uhonorowany nagrodą Royal Television Society.
19 września 2019 ukazała się autobiografia Ecclestona I Love the Bones of You.

## Filmografia

### Filmy fabularne
| Rok  | Film                                               | Rola                              | Reżyser              |
| ---- | -------------------------------------------------- | --------------------------------- | -------------------- |
| 1994 | Płytki grób (Shallow Grave)                        | David Stephens                    | Danny Boyle          |
| 1996 | Więzy miłości (Jude)                               | Jude Fawley                       | Michael Winterbottom |
| 1998 | Królowa Elżbieta (Elizabeth)                       | Thomas Howard (4. książę Norfolk) | Shekhar Kapur        |
| 1999 | eXistenZ                                           | Levi                              | David Cronenberg     |
| 2000 | 60 sekund (Gone in Sixty Seconds)                  | Raymond Vincent Calitri           | Dominic Sena         |
| 2001 | Inni (The Others)                                  | Charles Stewart                   | Alejandro Amenábar   |
| 2002 | Księga Diny (I Am Dina)                            | Leo Zhukovsky                     | Ole Bornedal         |
| 2002 | 28 dni później (28 Days Later...)                  | major Henry West                  | Danny Boyle          |
| 2009 | G.I. Joe: Czas Kobry (G.I. Joe: The Rise of Cobra) | James McCullen/Destro             | Stephen Sommers      |
| 2009 | Amelia Earhart (Amelia)                            | Fred Noonan                       | Mira Nair            |
| 2013 | Thor: Mroczny świat (Thor: The Dark World)         | Malekith (władca ciemności)       | Alan Taylor          |

### Telewizja
| Rok       | Tytuł                              | Rola                     | Uwaga                                        |
| --------- | ---------------------------------- | ------------------------ | -------------------------------------------- |
| 1990      | Blood Rights                       | Dick                     |                                              |
| 1990      | Na sygnale                         | Stephen Hills            |                                              |
| 1991      | Inspector Morse                    | Terrence Mitchell        |                                              |
| 1991      | Chancer                            | Radio                    |                                              |
| 1991      | Boon                               | Mark                     |                                              |
| 1992      | Rachel’s Dream                     | Man in Dream             |                                              |
| 1992      | Agatha Christie’s Poirot           | Frank Carter             | Odcinek Pierwsze, drugie... zapnij mi obuwie |
| 1992      | Friday on my Mind                  | Sean Maddox              |                                              |
| 1992      | Business with Friends              | Angel Morris             |                                              |
| 1993–1994 | Cracker                            | DCI David Bilborough     |                                              |
| 1995      | Hearts and Minds                   | Drew Mackenzie           |                                              |
| 1996      | Our Friends in the North           | Nicky Hutchinson         |                                              |
| 1999      | Killing Time – The Millennium Poem | Millennium Man           |                                              |
| 2000      | Wilderness Men                     | Alexander Von Humboldt   |                                              |
| 2000      | Clocking Off                       | Jim Calvert              |                                              |
| 2001      | Linda Green                        | Tom Sherry / Neil Sherry |                                              |
| 2002      | Liga dżentelmenów                  | Dougal Siepp             | odcinek How the Elephant Got Its Trunk       |
| 2002      | Flesh and Blood                    | Joe Broughton            |                                              |
| 2002      | The King and Us                    | Anthony                  |                                              |
| 2003      | The Second Coming                  | Stephen Baxter           |                                              |
| 2005      | Doktor Who                         | Doktor                   | 13 odcinków                                  |
| 2005      | Top Gear                           | on sam                   | seria 6, odcinek 3                           |
| 2007      | Herosi                             | Claude Rains             |                                              |
| 2008      | Sarah Silverman                    | dr Lazer Rage            |                                              |
| 2010      | Lennon: Naga prawda (Lennon Naked) | John Lennon              |                                              |
| 2010      | Oskarżeni (Accused)                | Willy Houlihan           | odcinek 1x01                                 |
| 2011      | Na granicy cienia                  | Joseph Bede              |                                              |
| 2012      | Blackout                           | Daniel Demoys            |                                              |
| 2013      | Lucan                              | John Aspinall            |                                              |
| 2014      | Pozostawieni                       | Matt Jamison             |                                              |
| 2015      | Fortitude                          | profesor Stoddart        |                                              |
| 2015      | Safe House                         | Robert                   |                                              |

### Teledyski
| Rok  | Tytuł            | Artysta    | Reżyser        |
| ---- | ---------------- | ---------- | -------------- |
| 2003 | „Proof”          | I Am Kloot | Krishna Stott  |
| 2010 | „Northern Skies” | I Am Kloot | Owen Cotterell |

## Nagrody i nominacje
| Rok  | Nagroda                                                                           | Kategoria                                                                   | Tytuł                        | Rezultat  |
| ---- | --------------------------------------------------------------------------------- | --------------------------------------------------------------------------- | ---------------------------- | --------- |
| 1997 | Złota Satelita                                                                    | Najlepszy aktor w filmie dramatycznym                                       | Więzy miłości (1996)         | Nominacja |
| 1997 | Nagroda Telewizyjna BAFTA                                                         | Najlepszy aktor                                                             | Our Friends in the North     | Nominacja |
| 1997 | Broadcasting Press Guild Award                                                    | Najlepszy aktor                                                             | Our Friends in the North     | Nominacja |
| 2003 | Nagroda Królewskiego Towarzystwa Telewizyjnego                                    | Najlepszy aktor                                                             | Flesh and Blood (2002)       | Wygrana   |
| 2004 | Nagroda Telewizyjna BAFTA                                                         | Najlepszy aktor                                                             | The Second Coming            | Nominacja |
| 2005 | National Television Awards                                                        | Najlepszy aktor                                                             | Doktor Who                   | Wygrana   |
| 2005 | Nagroda BAFTA Cymru                                                               | Najlepszy aktor                                                             | Doktor Who                   | Nominacja |
| 2011 | Międzynarodowa nagroda Emmy                                                       | Najlepszy aktor                                                             | Oskarżeni (Accused)          | Wygrana   |
| 2015 | Nagroda Satelita                                                                  | Najlepszy aktor drugoplanowy w serialu, miniserialu lub filmie telewizyjnym | Pozostawieni                 | Nominacja |
| 2015 | Nagroda Stowarzyszenia Krytyków Telewizyjnych (Critics' Choice Television Awards) | Najlepszy aktor drugoplanowy w serialu dramatycznym                         | Pozostawieni                 | Nominacja |
| 2016 | Nagroda Stowarzyszenia Krytyków Telewizyjnych (Critics' Choice Television Awards) | Najlepszy aktor drugoplanowy w serialu dramatycznym                         | Pozostawieni                 | Nominacja |
| 2019 | Międzynarodowa nagroda Emmy                                                       | Najlepszy aktor                                                             | Mamo, wróć (Come Home, 2018) | Nominacja |